# Cinquième circonscription de la Marne
La cinquième circonscription de la Marne est l'une des cinq circonscriptions législatives françaises que compte le département de la Marne (51) situé en région Champagne-Ardenne puis Grand Est.

## Description géographique et démographique

### De 1988 à 2012
La cinquième circonscription de la Marne est délimitée par le découpage électoral de la loi no 86-1197 du 24 novembre 1986, elle regroupe les divisions administratives suivantes : 
- Canton d'Anglure
- Canton d'Avize
- Canton d'Ecury-sur-Coole
- Canton de Fère-Champenoise
- Canton d'Heiltz-le-Maurupt
- Canton de Saint-Remy-en-Bouzemont-Saint-Genest-et-Isson
- Canton de Sompuis
- Canton de Thiéblemont-Farémont
- Canton de Vertus
- Canton de Vitry-le-François-Est
- Canton de Vitry-le-François-Ouest.

D'après le recensement général de la population en 1999, réalisé par l'Institut national de la statistique et des études économiques (INSEE), la population totale de cette circonscription est estimée à 83 412 habitants,.

### Depuis 2012
La cinquième circonscription de la Marne est délimitée par le découpage électoral de la loi n°2010-165 du 23 février 2010 : 
- Canton d'Anglure
- Canton d'Avize
- Canton d'Ecury-sur-Coole
- Canton de Fère-Champenoise
- Canton d'Heiltz-le-Maurupt
- Canton de Marson
- Canton de Sézanne
- Canton de Saint-Remy-en-Bouzemont-Saint-Genest-et-Isson
- Canton de Sompuis
- Canton de Thiéblemont-Farémont
- Canton de Vertus
- Canton de Vitry-le-François-Est
- Canton de Vitry-le-François-Ouest.

## Historique des députations
| Législature | Début de mandat | Fin de mandat  | Député              | Parti politique | Observations                                                                           |
| ----------- | --------------- | -------------- | ------------------- | --------------- | -------------------------------------------------------------------------------------- |
| IXe         | 23 juin 1988    | 1er avril 1993 | Jean-Pierre Bouquet | PS              |                                                                                        |
| Xe          | 2 avril 1993    | 21 avril 1997  | Charles de Courson, | UDF-CDS,        | Mandat écourté à la suite d'une dissolution parlementaire décidée par Jacques Chirac.  |
| XIe         | 12 juin 1997    | 18 juin 2002   | Charles de Courson, | UDF-FD,         |                                                                                        |
| XIIe        | 19 juin 2002    | 19 juin 2007   | Charles de Courson, | UDF,            |                                                                                        |
| XIIIe       | 20 juin 2007    | 19 juin 2012   | Charles de Courson  | NC              |                                                                                        |
| XIVe        | 20 juin 2012    | 20 juin 2017   | Charles de Courson  | UDI             |                                                                                        |
| XVe         | 21 juin 2017    | 21 juin 2022   | Charles de Courson  | LC              |                                                                                        |
| XVIe        | 22 juin 2022    | 9 juin 2024    | Charles de Courson  | LC              | Mandat écourté à la suite d'une dissolution parlementaire décidée par Emmanuel Macron. |
| XVIIe       | 8 juillet 2024  | En cours       | Charles de Courson  | LC              |                                                                                        |

## Historique des élections
Voici la liste des résultats des élections législatives dans la circonscription depuis le découpage électoral de 1986 : 

### Élections de 1988
| Candidat       | Candidat                | Parti          | Premier tour | Premier tour | Second tour | Second tour |  |
| Candidat       | Candidat                | Parti          | Voix         | %            | Voix        | %           |  |
| -------------- | ----------------------- | -------------- | ------------ | ------------ | ----------- | ----------- |  |
|                | Jean Bernard            | RPR (URC)      | 16 572       | 42,54        | 21 609      | 49,44       |  |
|                | Jean-Pierre Bouquet élu | PS             | 16 172       | 41,51        | 22 097      | 50,56       |  |
|                | Pascal Erre             | FN             | 3 606        | 9,26         |             |             |  |
|                | Joël Paris              | PCF            | 2 106        | 5,41         |             |             |  |
|                | Christian Procquez      | POE            | 499          | 1,28         |             |             |  |
|                |                         |                |              |              |             |             |  |
| Inscrits       | Inscrits                | Inscrits       | 60 667       | 100,00       | 60 655      | 100,00      |  |
| Abstentions    | Abstentions             | Abstentions    | 20 725       | 34,16        | 15 933      | 26,27       |  |
| Votants        | Votants                 | Votants        | 39 942       | 65,84        | 44 722      | 73,73       |  |
| Blancs et nuls | Blancs et nuls          | Blancs et nuls | 987          | 2,47         | 1 016       | 2,27        |  |
| Exprimés       | Exprimés                | Exprimés       | 38 955       | 97,53        | 43 706      | 97,73       |  |

Le suppléant de Jean-Pierre Bouquet était Jean-Michel Gauby, maire de Conflans-sur-Seine.

### Élections de 1993
| Candidat       | Candidat                    | Parti             | Premier tour | Premier tour | Second tour | Second tour |  |
| Candidat       | Candidat                    | Parti             | Voix         | %            | Voix        | %           |  |
| -------------- | --------------------------- | ----------------- | ------------ | ------------ | ----------- | ----------- |  |
|                | Charles de Courson élu      | UDF (CDS)         | 17 792       | 43,05        | 23 361      | 55,71       |  |
|                | Jean-Pierre Bouquet sortant | PS (ADFP)         | 12 004       | 29,04        | 18 575      | 44,29       |  |
|                | Jérôme Malarmey             | FN                | 5 829        | 14,1         |             |             |  |
|                | René Dubois                 | GÉ (EÉ)           | 1 747        | 4,23         |             |             |  |
|                | Michel Aupetit              | PCF               | 1 646        | 3,98         |             |             |  |
|                | Roland Dart                 | Divers écologiste | 1 042        | 2,52         |             |             |  |
|                | Corinne Laire               | Extrême droite    | 831          | 2,01         |             |             |  |
|                | Benoit Martel               | Extrême droite    | 441          | 1,07         |             |             |  |
|                |                             |                   |              |              |             |             |  |
| Inscrits       | Inscrits                    | Inscrits          | 61 172       | 100,00       | 61 179      | 100,00      |  |
| Abstentions    | Abstentions                 | Abstentions       | 17 754       | 29,02        | 16 700      | 27,3        |  |
| Votants        | Votants                     | Votants           | 43 418       | 70,98        | 44 479      | 72,7        |  |
| Blancs et nuls | Blancs et nuls              | Blancs et nuls    | 2 086        | 4,8          | 2 543       | 5,72        |  |
| Exprimés       | Exprimés                    | Exprimés          | 41 332       | 95,2         | 41 936      | 94,28       |  |

Le suppléant de Charles de Courson était Robert Ravillon, RPR, conseiller général du canton de Vertus, maire de Vert-Toulon. Robert Ravillon est décédé en 1996.

### Élections de 1997
| Candidat       | Candidat                         | Parti          | Premier tour | Premier tour | Second tour | Second tour |  |
| Candidat       | Candidat                         | Parti          | Voix         | %            | Voix        | %           |  |
| -------------- | -------------------------------- | -------------- | ------------ | ------------ | ----------- | ----------- |  |
|                | Charles de Courson sortant réélu | UDF (FD)       | 14 951       | 36,43        | 20 918      | 46,76       |  |
|                | Jean-Pierre Bouquet              | PS             | 11 794       | 28,74        | 17 309      | 38,69       |  |
|                | Jérôme Malarmey                  | FN             | 8 048        | 19,61        | 6 506       | 14,54       |  |
|                | Joannès Larique                  | PCF            | 2 023        | 4,93         |             |             |  |
|                | Christiane Kupfer                | GÉ             | 1 756        | 4,28         |             |             |  |
|                | Jean Camonin                     | LO             | 1 216        | 2,96         |             |             |  |
|                | Grégoire Puiseux                 | LDI (MPF)      | 1 018        | 2,48         |             |             |  |
|                | Philippe Iori                    | IR             | 229          | 0,56         |             |             |  |
|                |                                  |                |              |              |             |             |  |
| Inscrits       | Inscrits                         | Inscrits       | 60 787       | 100,00       | 60 773      | 100,00      |  |
| Abstentions    | Abstentions                      | Abstentions    | 17 782       | 29,25        | 14 678      | 24,15       |  |
| Votants        | Votants                          | Votants        | 43 005       | 70,75        | 46 095      | 75,85       |  |
| Blancs et nuls | Blancs et nuls                   | Blancs et nuls | 1 970        | 4,58         | 1 362       | 2,95        |  |
| Exprimés       | Exprimés                         | Exprimés       | 41 035       | 95,42        | 44 733      | 97,05       |  |

Le suppléant de Charles de Courson était Pierre Callot, conseiller général RPR du canton d'Avize, maire d'Avize, vigneron.

### Élections de 2002
|                | Charles de Courson sortant réélu | UDF (UMP)         | 20 152 | 50,89  |  |  |  |
|                | Jean-Pierre Bouquet              | PS                | 9 774  | 24,68  |  |  |  |
|                | Pascal Erre                      | FN                | 6 571  | 16,59  |  |  |  |
|                | Joannès Larique                  | PCF               | 771    | 1,95   |  |  |  |
|                | Joëlle Bastien                   | LO                | 688    | 1,74   |  |  |  |
|                | Benoît Martel                    | MNR               | 455    | 1,15   |  |  |  |
|                | Céline Venant                    | Divers écologiste | 403    | 1,02   |  |  |  |
|                | Mathilde Wallaert                | MPF               | 302    | 0,76   |  |  |  |
|                | Monique Troussier                | GÉ                | 280    | 0,71   |  |  |  |
|                | Linda Haddad                     | Pôle républicain  | 206    | 0,52   |  |  |  |
|                |                                  |                   |        |        |  |  |  |
| Inscrits       | Inscrits                         | Inscrits          | 62 268 | 100,00 |  |  |  |
| Abstentions    | Abstentions                      | Abstentions       | 22 017 | 35,36  |  |  |  |
| Votants        | Votants                          | Votants           | 40 251 | 64,64  |  |  |  |
| Blancs et nuls | Blancs et nuls                   | Blancs et nuls    | 649    | 1,61   |  |  |  |
| Exprimés       | Exprimés                         | Exprimés          | 39 602 | 98,39  |  |  |  |

Le suppléant de Charles de Courson était Pascal Perrot, conseiller général UMP du canton de Vertus, maire de Vertus, viticulteur.

### Élections de 2007
|                | Charles de Courson sortant réélu | NC             | 22 441 | 61,19  |  |  |  |
|                | Marie-Claude Yon                 | PS             | 6 112  | 16,66  |  |  |  |
|                | Pascal Erre                      | FN             | 3 272  | 8,92   |  |  |  |
|                | Benoît Milliery                  | MPF            | 839    | 2,29   |  |  |  |
|                | Marie-Line Verhee                | LCR            | 810    | 2,21   |  |  |  |
|                | Odile Vaglio                     | PCF            | 744    | 2,03   |  |  |  |
|                | Mireille Wojnarowski             | Les Verts      | 671    | 1,83   |  |  |  |
|                | Joëlle Bastien                   | LO             | 598    | 1,63   |  |  |  |
|                | Sylvie Bouche                    | GÉ             | 541    | 1,48   |  |  |  |
|                | Yves Legentil                    | MNR            | 341    | 0,93   |  |  |  |
|                | Ghislain Wysocinski              | Divers         | 307    | 0,84   |  |  |  |
|                |                                  |                |        |        |  |  |  |
| Inscrits       | Inscrits                         | Inscrits       | 63 920 | 100,00 |  |  |  |
| Abstentions    | Abstentions                      | Abstentions    | 26 442 | 41,37  |  |  |  |
| Votants        | Votants                          | Votants        | 37 478 | 58,63  |  |  |  |
| Blancs et nuls | Blancs et nuls                   | Blancs et nuls | 802    | 2,14   |  |  |  |
| Exprimés       | Exprimés                         | Exprimés       | 36 676 | 97,86  |  |  |  |

### Élections de 2012
| Candidat       | Candidat                         | Parti                    | Premier tour | Premier tour | Second tour | Second tour |  |
| Candidat       | Candidat                         | Parti                    | Voix         | %            | Voix        | %           |  |
| -------------- | -------------------------------- | ------------------------ | ------------ | ------------ | ----------- | ----------- |  |
|                | Charles de Courson sortant réélu | NC (UMP)                 | 22 051       | 47,69        | 28 219      | 65,79       |  |
|                | Mariane Dorémus                  | PS                       | 11 677       | 25,25        | 14 673      | 34,21       |  |
|                | Pascal Erre                      | RBM (FN)                 | 8 389        | 18,14        |             |             |  |
|                | Nathalie Mayance                 | FG (Divers gauche) (PCF) | 1 387        | 3,00         |             |             |  |
|                | Yoann Dedion                     | Divers droite            | 678          | 1,47         |             |             |  |
|                | Jean Camonin                     | CNIP                     | 409          | 0,88         |             |             |  |
|                | Sylvie Bouche                    | LT-LNÉ                   | 391          | 0,85         |             |             |  |
|                | Louis Roma                       | DLR                      | 296          | 0,64         |             |             |  |
|                | Joëlle Bastien                   | LO                       | 272          | 0,59         |             |             |  |
|                | Régine Bourquel                  | AÉI                      | 184          | 0,40         |             |             |  |
|                | Catherine Bitterlin              | MÉI                      | 178          | 0,38         |             |             |  |
|                | Damien Mondot                    | NPA                      | 176          | 0,38         |             |             |  |
|                | Claude Melin                     | MPF                      | 154          | 0,33         |             |             |  |
|                |                                  |                          |              |              |             |             |  |
| Inscrits       | Inscrits                         | Inscrits                 | 78 229       | 100,00       | 78 225      | 100,00      |  |
| Abstentions    | Abstentions                      | Abstentions              | 31 342       | 40,06        | 34 103      | 43,6        |  |
| Votants        | Votants                          | Votants                  | 46 887       | 59,94        | 44 122      | 56,4        |  |
| Blancs et nuls | Blancs et nuls                   | Blancs et nuls           | 645          | 1,38         | 1 230       | 2,79        |  |
| Exprimés       | Exprimés                         | Exprimés                 | 46 242       | 98,62        | 42 892      | 97,21       |  |

### Élections de 2017
|                                                                           |                                                                          |                           |                           |                          |                          |
|                                                                           |                                                                          | Premier tour 11 juin 2017 | Premier tour 11 juin 2017 | Second tour 18 juin 2017 | Second tour 18 juin 2017 |
|                                                                           |                                                                          |                           |                           |                          |                          |
|                                                                           |                                                                          | Nombre                    | % des inscrits            | Nombre                   | % des inscrits           |
| Inscrits                                                                  | Inscrits                                                                 | 76 928                    | 100,00                    | 76 931                   | 100,00                   |
| Abstentions                                                               | Abstentions                                                              | 37 556                    | 48,82                     | 41 287                   | 53,67                    |
| Votants                                                                   | Votants                                                                  | 39 372                    | 51,18                     | 35 644                   | 46,33                    |
|                                                                           |                                                                          |                           | % des votants             |                          | % des votants            |
| Bulletins blancs                                                          | Bulletins blancs                                                         | 446                       | 1,13                      | 1 415                    | 3,97                     |
| Bulletins nuls                                                            | Bulletins nuls                                                           | 184                       | 0,47                      | 592                      | 1,66                     |
| Suffrages exprimés                                                        | Suffrages exprimés                                                       | 38 742                    | 98,40                     | 33 637                   | 94,37                    |
|                                                                           |                                                                          |                           |                           |                          |                          |
| Candidat Étiquette politique (partis et alliances)                        | Candidat Étiquette politique (partis et alliances)                       | Voix                      | % des exprimés            | Voix                     | % des exprimés           |
|                                                                           |                                                                          |                           |                           |                          |                          |
|                                                                           | Charles de Courson (député sortant) Union des démocrates et indépendants | 16 631                    | 42,93                     | 24 074                   | 71,57                    |
|                                                                           | Thomas Laval Front national                                              | 8 329                     | 21,50                     | 9 563                    | 28,43                    |
|                                                                           | Bertrand Trepo La République en marche                                   | 8 089                     | 20,88                     |                          |                          |
|                                                                           | Laurène Massicard La France insoumise                                    | 2 752                     | 7,10                      |                          |                          |
|                                                                           | Dominique Chailloux Parti communiste français                            | 1 261                     | 3,25                      |                          |                          |
|                                                                           | Estelle Arbogast Debout la France                                        | 742                       | 1,92                      |                          |                          |
|                                                                           | Françoise Dehut Écologiste (Mouvement 100 %)                             | 332                       | 0,86                      |                          |                          |
|                                                                           | Joëlle Bastien Lutte ouvrière                                            | 279                       | 0,72                      |                          |                          |
|                                                                           | Julien Havasi Extrême droite (Souveraineté, identité et libertés)        | 175                       | 0,45                      |                          |                          |
|                                                                           | Naceur Yagoubi Divers (Union populaire républicaine)                     | 152                       | 0,39                      |                          |                          |
| Source : Ministère de l'Intérieur - Cinquième circonscription de la Marne |                                                                          |                           |                           |                          |                          |

### Élections de 2022
| Résultats des élections législatives des 12 et 19 juin 2022 de la 5e circonscription de la Marne |                            |                          |                          |              |              |             |             |
| Candidat                                                                                         | Candidat                   | Parti et coalition       | Nuance                   | Premier tour | Premier tour | Second tour | Second tour |
| Candidat                                                                                         | Candidat                   | Parti et coalition       | Nuance                   | Voix         | %            | Voix        | %           |
|                                                                                                  | Charles de Courson         | Les Centristes - UDC     | DVD                      | 16 329       | 44,54        | 21 325      | 63,03       |
|                                                                                                  | Pierre-Romain Thionnet     | Rassemblement national   | RN                       | 9 989        | 27,24        | 12 506      | 36,97       |
|                                                                                                  | Karine Le Luron            | La France insoumise      | NUP                      | 4 066        | 11,09        |             |             |
|                                                                                                  | Isabelle Pestre            | Renaissance              | ENS                      | 3 268        | 8,91         |             |             |
|                                                                                                  | Emmanuel Renoud            | Reconquête               | REC                      | 1 293        | 3,53         |             |             |
|                                                                                                  | Lucie Martins              | Écologie au centre       | ECO                      | 678          | 1,85         |             |             |
|                                                                                                  | Marie-Amélie de la Rochère | Les Patriotes            | DSV                      | 400          | 1,09         |             |             |
|                                                                                                  | Joëlle Bastien             | Lutte ouvrière           | DXG                      | 334          | 0,91         |             |             |
|                                                                                                  | Camille Brunel             | Parti animaliste         | ECO                      | 308          | 0,84         |             |             |
| Votes valides                                                                                    | Votes valides              | Votes valides            | Votes valides            | 36 665       | 98,42        | 33 831      | 96,05       |
| Votes blancs                                                                                     | Votes blancs               | Votes blancs             | Votes blancs             | 441          | 1,18         | 1 042       | 2,96        |
| Votes nuls                                                                                       | Votes nuls                 | Votes nuls               | Votes nuls               | 147          | 0,39         | 348         | 0,99        |
| Total                                                                                            | Total                      | Total                    | Total                    | 37 253       | 100          | 35 221      | 100         |
| Abstention                                                                                       | Abstention                 | Abstention               | Abstention               | 38 735       | 50,98        | 40 776      | 53,65       |
| Inscrits / participation                                                                         | Inscrits / participation   | Inscrits / participation | Inscrits / participation | 75 988       | 49,02        | 75 997      | 46,35       |

### Élections de 2024
| Candidat                 | Candidat                 | Parti et coalition       | Nuance                   | Premier tour | Premier tour | Second tour | Second tour |
| Candidat                 | Candidat                 | Parti et coalition       | Nuance                   | Voix         | %            | Voix        | %           |
| ------------------------ | ------------------------ | ------------------------ | ------------------------ | ------------ | ------------ | ----------- | ----------- |
|                          | Thierry Besson           | RN                       | RN                       | 23 954       | 46,99        | 25 947      | 49,57       |
|                          | Charles de Courson       | LC                       | DVC                      | 21 751       | 42,66        | 26 393      | 50,43       |
|                          | Gaël Padiou              | PS (NFP)                 | UG                       | 4 774        | 9,36         |             |             |
|                          | Joëlle Bastien           | LO                       | EXG                      | 502          | 0,98         |             |             |
|                          |                          |                          |                          |              |              |             |             |
| Votes valides            | Votes valides            | Votes valides            | Votes valides            | 50 981       | 98,10        |             |             |
| Votes blancs             | Votes blancs             | Votes blancs             | Votes blancs             | 616          | 1,19         |             |             |
| Votes nuls               | Votes nuls               | Votes nuls               | Votes nuls               | 374          | 0,72         |             |             |
| Total                    | Total                    | Total                    | Total                    | 51 971       | 100          |             | 100         |
| Abstention               | Abstention               | Abstention               | Abstention               | 23 631       | 31,26        |             |             |
| Inscrits / participation | Inscrits / participation | Inscrits / participation | Inscrits / participation | 75 602       | 68,74        |             |             |

#### Département de la Marne
- La fiche de l'INSEE de cette circonscription : « Tableaux et Analyses de la cinquième circonscription de la Marne », sur insee.fr, site de l'Institut national de la statistique et des études économiques (consulté le 10 juin 2007) [PDF]

- « Tous les députés du département de la Marne depuis 1789 », sur assemblee-nationale.fr, site de l'Assemblée nationale française (consulté le 10 juin 2007)

- « Informations contentieuses sur le département de la Marne (Élections législatives de 2002) »(Archive.org • Wikiwix • Archive.is • Google • Que faire ?), sur conseil-constitutionnel.fr, site du Conseil constitutionnel (consulté le 13 juin 2007)

#### Circonscriptions en France
- « Carte des circonscriptions législatives en France », sur assemblee-nationale.fr, site de l'Assemblée nationale française (consulté le 10 juin 2007)

- « Résultats électoraux officiels en France »(Archive.org • Wikiwix • Archive.is • Google • Que faire ?), sur interieur.gouv.fr, site du ministère de l'Intérieur (France) (consulté le 13 juin 2007)

- Description et Atlas des circonscriptions électorales de France sur http://www.atlaspol.com, Atlaspol, site de cartographie géopolitique, consulté le 13 juin 2007.